# Héctor Ubertalli
Héctor Ubertalli (* 1928, Buenos Aires, Argentina - † 1990, West Palm Beach, Florida) fue un pintor argentino radicado en West Palm Beach, donde realizó la mayor parte de su carrera artística.

## Trayectoria
Estudió en la Academia de Bellas Artes de Buenos Aires y en clases privadas con Ana Weis, Juan Hohmann y Félix Aranguren.
Visitó Estados Unidos en 1961 y 1964 en ocasión de la World Fair de Nueva York fijando su residencia en el país norteamericano. 
Expuso en la Pan Am Unión de Washington D. C. y en el Columbia Museum of Art de Carolina del Sur.
Realizó una exposición retrospectiva en Buenos Aires en la Fundación Lorenzutti a principios de la década del ochenta.
En tributo a su aporte comunitario en el condado de Palm Beach, el premio anual al artista más destacado otorgado por el Palm Beach County Council on the Arts lleva su nombre.